# Chromidotilapia guentheri
Chromidotilapia guentheri és una espècie de peix de la família dels cíclids i de l'ordre dels perciformes.

## Subespècies
- Chromidotilapia guentheri guentheri (Sauvage, 1882)
- Chromidotilapia guentheri loennbergi (Trewavas, 1962)